# Almondell Aqueduct
Der Almondell Aqueduct ist eine Kanalbrücke in der schottischen Council Area West Lothian. 1971 wurde das Bauwerk in die schottischen Denkmallisten in der höchsten Kategorie A aufgenommen. Des Weiteren ist es als Scheduled Monument klassifiziert. Die Kanalbrücke ist nicht zu verwechseln mit dem Almond Aqueduct bei Broxburn. 500 m flussabwärts überspannt die ebenfalls denkmalgeschützte Almondell Bridge den Fluss.

## Beschreibung
Die Kanalbrücke liegt rund zwei Kilometer östlich der Stadt Livingston und wurde zwischen 1821 und 1822 nach einem Entwurf des Ingenieurs Hugh Baird erbaut und führte einen der Hauptwasserversorgungswege des Union Canal über den Almond. Er speiste sich aus dem Cobbinshaw Reservoir. Es handelt sich um eine 25 m lange Stahlbrücke mit obenliegendem Bogen, einer Breite von 1,8 m und einer Pfeilhöhe von 3,55 m. Neben der rund 91 cm tiefen Wasserführung, die mit 1,6 cm dicken gusseisernen Platten ausgekleidet ist, verläuft ein Fußgängerweg.